# Melanotaenia utcheensis
Melanotaenia utcheensis är en fiskart som beskrevs av Mcguigan 2001. Melanotaenia utcheensis ingår i släktet Melanotaenia och familjen Melanotaeniidae. Inga underarter finns listade i Catalogue of Life.